# Aiguilhe
Aiguilhe è un comune francese di 1 659 abitanti situato nel dipartimento dell'Alta Loira della regione dell'Alvernia.

## Monumenti e luoghi d'interesse
- Saint-Michel d'Aiguilhe: cappella romanica del 969
- Cappella di Santa Chiara: cappella romanica del XII secolo

## Società

### Evoluzione demografica
Abitanti censiti